# Cáo ăn cua
Cáo ăn cua (danh pháp hai phần: Cerdocyon thous) là một loài động vật thuộc họ Chó. Cáo ăn cua là loài đặc hữu trung bộ Nam Mỹ. Cáo ăn cua có phạm vi phân bố trên thảo nguyên, rừng cận nhiệt đới, bụi gai giống cây nhỏ và đồng bằng. Môi trường sống cũng bao gồm bờ sông có cây cối rậm rạp như rừng ven sông. Trong mùa mưa phạm vi của chúng lên trên đồi, vào thời gian khô chúng di chuyển xuống đất thấp. Trong một số khu vực phạm vi, chúng đang bị đe dọa tuyệt chủng.

## Hình ảnh

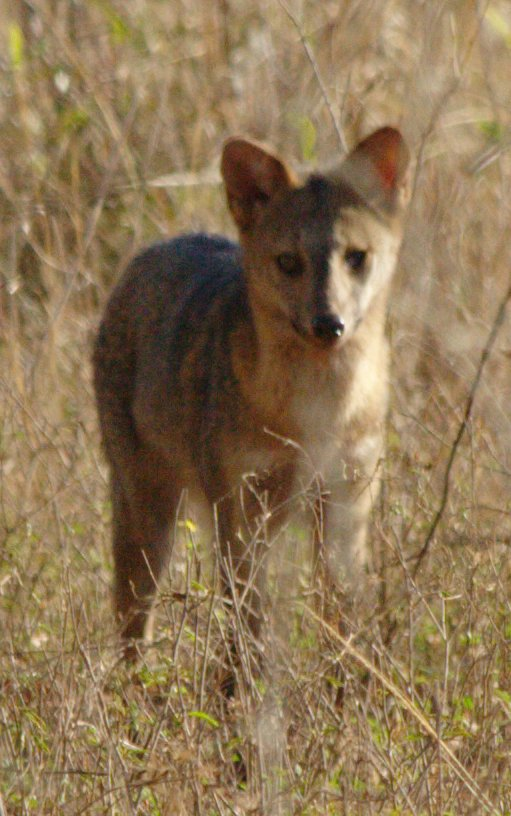
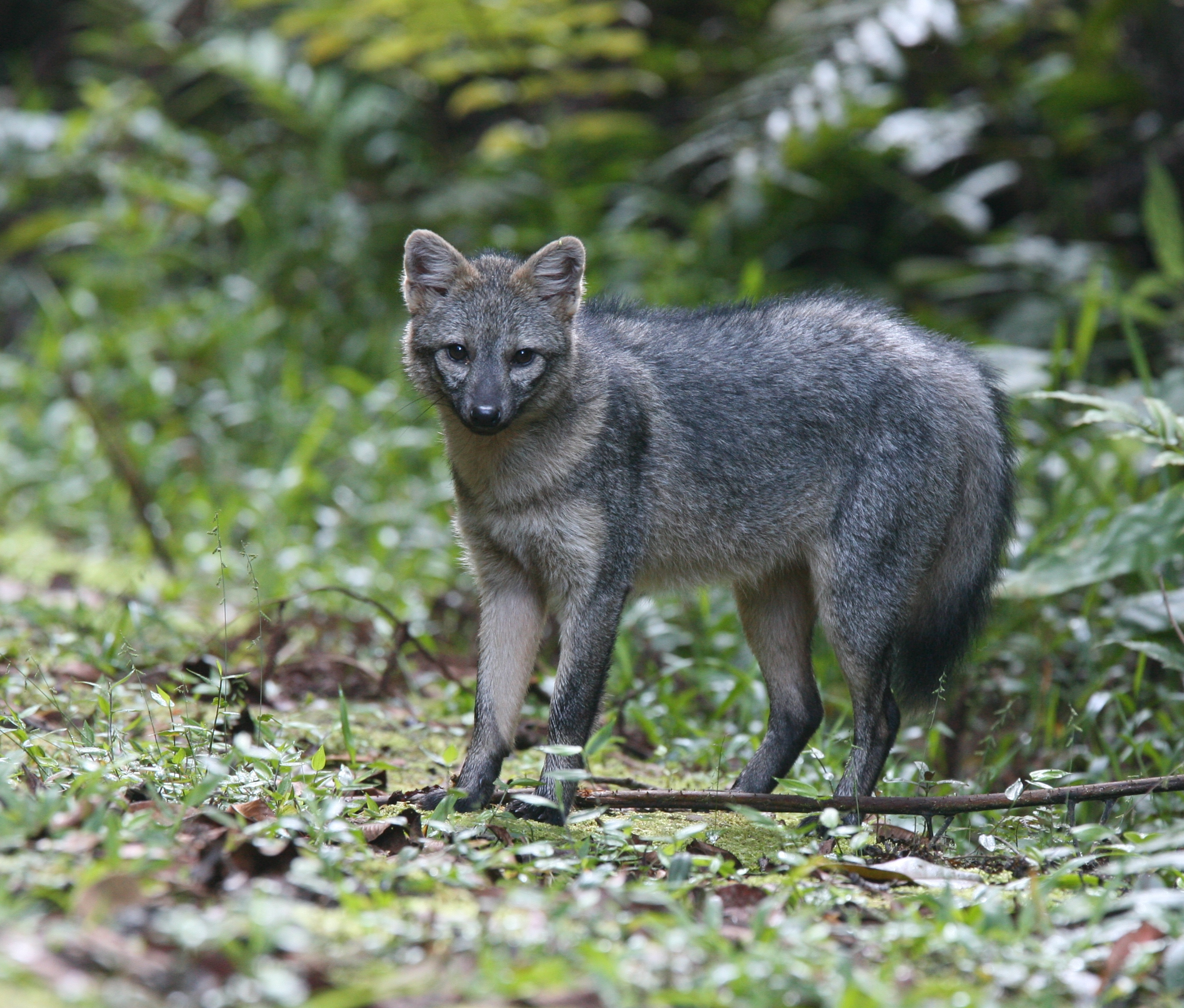
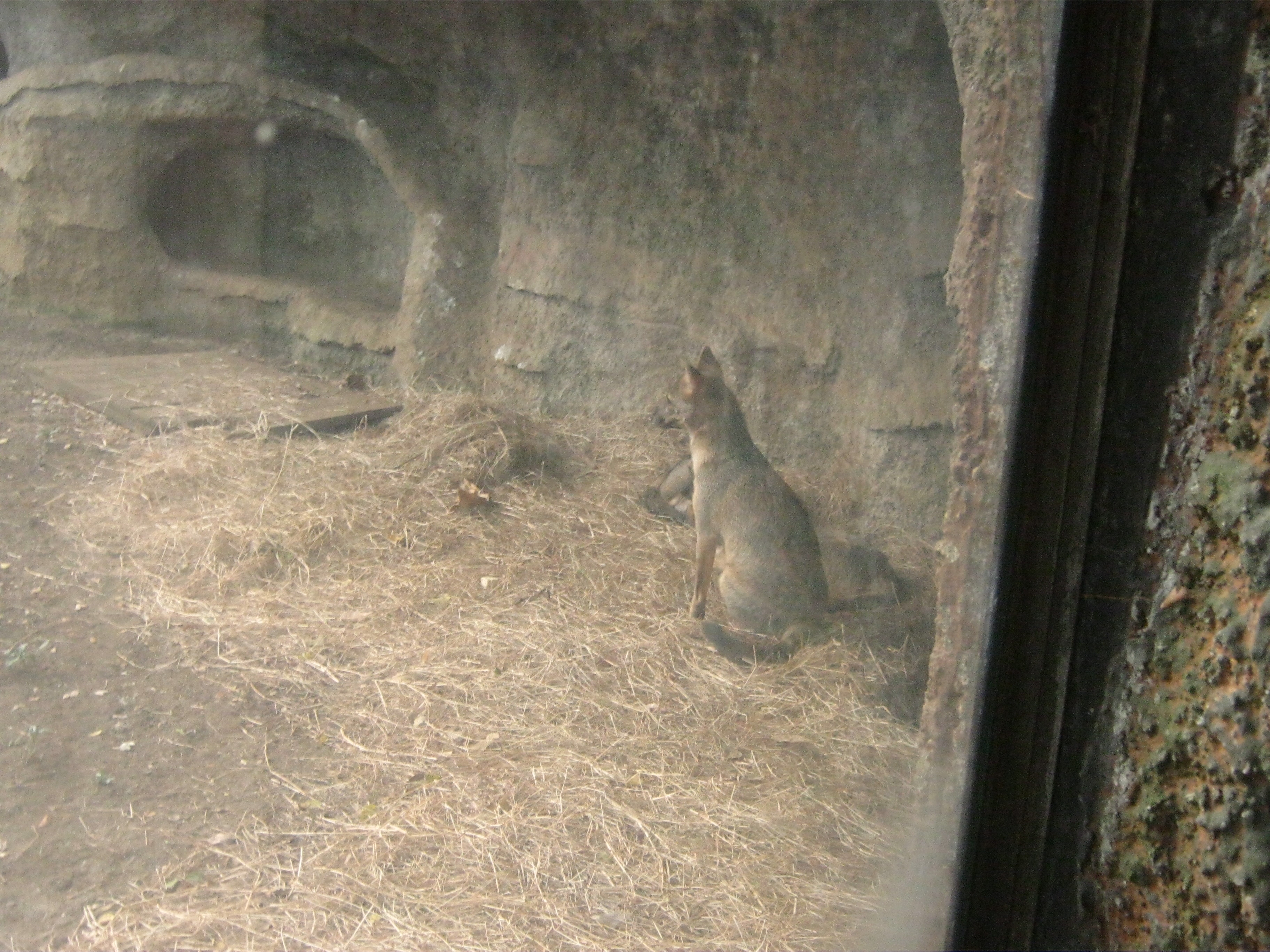